# Eunice Norton
Eunice Norton (* 30. Juni 1908 in Minneapolis, Minnesota; † 9. Dezember 2005 in Wien) war eine US-amerikanische Pianistin.
Norton studierte von 1922 bis 1924 an der University of Minnesota bei William Lindsay. Dieser machte sie mit Myra Hess bekannt, die ihr eine Ausbildung bei dem berühmten Musikpädagogen Tobias Matthay in England vermittelte. 1927 erhielt sie den London Bach Prize und die Chappell Gold Medal.
Im gleichen Jahr debütierte sie mit dem Queen’s Hall Symphony Orchestra unter Henry Wood, der mit ihr sofort eine Konzertreise unternahm. Außerdem trat sie in dieser Zeit mit dem London Symphony Orchestra, dem Manchester Symphony Orchestra, dem Birmingham Symphony Orchestra und dem BBC Symphony Orchestra unter Leitung von Hamilton Harty und Adrian Boult auf.
Sie gab Konzerte in Wien, den Haag; Berlin, Amsterdam, Moskau, Sankt Petersburg, Budapest und Paris, trat in Leipzig mit dem Gewandhausorchester auf. In den USA debütierte sie in der Carnegie Hall und spielte bei Konzerten in der Town Hall Uraufführungen mehrerer zeitgenössischer Werke. Sergei Kussewitzki lud sie zu Konzerten mit dem Boston Symphony Orchestra ein. Unter Leitung von Leopold Stokowski nahm sie Paul Hindemiths Kammermusik No. 2 auf, und sie trat mit den namhaftesten amerikanischen Orchestern wie dem New York Philharmonic Orchestra, dem Philadelphia Orchestra, dem Minneapolis Symphony Orchestra und dem Chicago Symphony Orchestra unter Dirigenten wie Issay Dobrowen, Henri Verbrugghen, Eugene Ormandy, Frederick Stock und Fritz Reiner auf.
Von 1931 bis 1933 vervollkommnete sie in Deutschland und Italien ihre Ausbildung bei Artur Schnabel. Aus der Zusammenarbeit entstand eine langjährige Freundschaft. 1934 heiratete Norton den Chemiker Bernard Lewis, mit dem sie sich 1942 in Pittsburgh niederließ und reduzierte ihre Konzerttätigkeit. Sie gründete in Pittsburgh eine Abteilung der New Friends of Music, die Konzerte in der Carnegie Music Hall in Oakland und noch heute unter dem Namen Pittsburgh Chamber Music Society existiert. Später gründete sie das Peacham Music Festival in Vermont, bei dem zahlreiche Liveaufnahmen ihrer Konzerte entstanden. 1954 trat sie mit dem Pittsburgh Symphony Orchestra unter Leitung von William Steinberg auf.
Neben Werken von Hindemith spielte Norton auch Uraufführungen von Kompositionen Arthur Honegger, Charles Ives’ und anderer. Sie trat mit dem American Chamber Orchestra, dem Juilliard, Budapest und Curtis String Quartet auf und spielte die erste Rundfunkaufführung von Bachs Goldbergvariationen im amerikanischen Rundfunk.
Norton gab Meisterklassen für Klavier und unterrichtete u. a. an der University of Pittsburgh, der Catholic University of America und der University of Minnesota, An der Carnegie-Mellon University, wo sie Gastprofessorin für Klavier war, wurde 1995 eine Vorlesungsreihe über die Unterrichtsmethode ihres Lehrers Matthay gefilmt.